# Svitlodarsk
Svitlodarsk (ukrajinsky Світлодарськ, rusky Светлодарск – Svetlodarsk) je město v Doněcké oblasti na Ukrajině. K roku 2013 měl přes dvanáct tisíc obyvatel, ale následně jej silně poznamenala válka na východní Ukrajině.

## Poloha
Svitlodarsk leží na Luhani (přítoku Severního Doňce v povodí Donu) v Doněcké vysočině ve východní části Doněcké oblasti. Je vzdálen přibližně čtyřiadvacet kilometrů jihovýchodně od Bachmutu, správního střediska Bachmutského rajónu, do kterého Svitlodarsk spadá, a přibližně sedmnáct kilometrů severozápadně od Debalceve. Od Doněcku, správního střediska oblasti, je vzdálen bezmála šedesát kilometrů severovýchodně.

## Historie
Svitlodarsk byl založen v roce 1968 jako sídlo pro pracovníky Vuhlehirské elektrárny. Od roku 1992 má status města.
Na začátku války na východní Ukrajině v roce 2014 se Svitlodarsk dostal pod kontrolu samozvané Doněcké lidové republiky. Dne 29. dubna 2014 na shromáždění přijali příznivci DLR rezoluci na podporu uspořádání referenda. Z budovy radnice byla odstraněna ukrajinská vlajka a vztyčena vlajka Doněcké lidové republiky. Od druhé poloviny léta 2014 začala velká ofenziva ukrajinských jednotek ve směru na Debalcevo, během níž bylo město bez boje obsazeno ukrajinskou armádou.
Po roce 2015 byl frontovým městem ukrajinské armády ve válce na východní Ukrajině, takže byl značně poničen a opustila jej velká část obyvatel. 60 % městských budov bylo zničeno, ve městě zůstalo jen několik stovek obyvatel a městu se přezdívá město duchů.
Dne 24. května se město dostalo pod kontrolu Ozbrojených sil Ruské federace a Lidových milic Doněcké lidové republiky.